# The One (canción de Backstreet Boys)
«The One» (en español: «El único») es el cuarto sencillo del exitoso álbum Millennium de Backstreet Boys. La canción fue utilizada como la canción de apertura para el animé Hanada Shōnen-shi.
En una entrevista del 2001 en The View, la banda dijo que nunca realmente tenían la intención de lanzar "The One" como cuarto sencillo. La banda hizo una encuesta que permitía a los fanes elegir cual sería el siguiente sencillo del álbum, y después que Nick Carter votó por "The One", su gran base de seguidores hicieron lo mismo. La canción que la banda realmente quería como sencillo que los fanes estaban votando en su mayoría era "Don't Want You Back". A. J. McLean dijo que "Don't Want You Back" era su canción favorita que la banda haya hecho. Un adelante de esta canción se lanzó en A Night Out with the Backstreet Boys el 17 de noviembre de 1998.

## Video musical
Fue dirigido por “Chris Hafner” y Kevin Richardson, comienza con una dedicatoria a los fanes de todo el mundo, tripulación, banda y bailarines; posteriormente le sigue la transformación de un campo de baloncesto al escenario para el espectáculo de la gira “Millennuim” el efecto es hecho con una cámara lenta la que pueda lograr que las imágenes sean muy rápidas, esta escena también aparece al final del video pero de manera inversa. El video no se refiere específicamente a la canción y gran partes de las escenas son de su gira mezcladas con distintos efectos de imagen, algunas de ellas están sincronizadas con la música; también se le agregó una pista de fanes gritando para darle la sensación de estar en un concierto.

## Discos sencillos
Europa Parte 1
1. «The One»
2. «The One» [Instrumental]

Europa Parte 2
1. «The One»
2. «The One» [Instrumental]
3. «Show Me The Meaning Of Being Lonely» [Soul Solution Mixshow Edit]
4. «Larger Than Life» [Jack D. Elliot Radio Mix]

Japón
1. «The One»
2. «The One» [Instrumental]
3. «Show Me The Meaning Of Being Lonely» [Soul Solution Mixshow Edit]
4. «Show Me The Meaning Of Being Lonely» [Jason Nevins Crossover Remix]
5. «Larger Than Life» [Jack D. Elliot Radio Mix]

Remixes Vinilo
1. «The One» [Jack D. Elliot Club Mix]
2. «The One» [Wunder Dub]
3. «The One» [Pablo Flores Miami Mix Edit]
4. «The One»
5. «The One» [Jack D. Elliot Radio Edit]
6. «The One» [Pablo Flores Miami Club Mix]